# Яровое (Калининградская область)
Яровое — посёлок в Гусевском городском округе Калининградской области России.

## История
В 1938 году деревня Гертшен (нем. Gertschen) переименована в Гертенау (нем. Gertenau). В 1947 году указом Президиума Верховного Совета РСФСР деревне присвоено наименование посёлок Яровое.

## Население
| 1910 | 1933 | 1939 | 2002 | 2010 |
| ---- | ---- | ---- | ---- | ---- |
| 152  | ↘113 | ↘97  | ↘13  | ↗15  |

## Улицы
В посёлке имеется одна улица — Садовая.